# Hémon de Molon
 (septembre 2017).
Si vous disposez d'ouvrages ou d'articles de référence ou si vous connaissez des sites web de qualité traitant du thème abordé ici, merci de compléter l'article en donnant les références utiles à sa vérifiabilité et en les liant à la section « Notes et références ».
Hémon de Molon était un commerçant français de Bresse, qui est allé au Maroc en 1531. 
En 1532, il rentre en France avec des histoires attirantes sur le  Maroc et avec une lettre du Sultan Wattassides de Fès Abu al-Abbas Ahmad ben Muhammad à François Ier. 
En réponse, en 1533, François Ier a décidé d'envoyer une mission officielle au Maroc, dirigée par Pierre de Piton, auquel Hémon de Molon a également participé accompagné de 5 autres personnes.